# Патрушев Олександр Іванович
Олекса́ндр Іва́нович Па́трушев (рос. Александр Иванович Патрушев; 20 липня 1946, с. Ідринське, Красноярський край, Російська РФСР — 22 липня 2006) — радянський та російський історик. Доктор історичних наук (1991).

## Біографічя
1970 року закінчив Томський університет. 1975 року захистив кандидатську дисертацію.
З 1975 року працював в Московському університеті, з 1993 року професор кафедри нової та новітньої історії країн Європи й Америки.
1990 року захистив докторську дисертацію «Макс Вебер і німецька буржуазна історіографія в епоху імперіалізму. Проблеми політики та теорії»
Помер 22 липня 2006 року.

## Основні публікації
- Неолиберальная историография ФРГ. — Москва, 1981. — 152 с.
- Расколдованный мир Макса Вебера. — Москва, 1992. — 208 с.
- Макс Вебер: дух и этос капитализма // Философские науки. — 1990. — № 6. — С. 37—45.
- Главы по немецкой и австрийской историографии // Историография истории Нового времени стран Европы и Америки (учебное пособие). — Москва, 1990. — С. 79—87, 256—272, 334—342, 363—377, 440—446.
- Ренессанс Макса Вебера: истоки, дискуссии, тенденции // Новая и новейшая история. — 1993. — № 1. — С. 55—69.
- Жизнь и драма Фридриха Ницше // Новая и новейшая история. — 1993. — № 5. — С. 120—151.
- Взлет и низвержение Карла Лампрехта // Новая и новейшая история. — 1995. — № 4. — С. 179—193.
- Миры и мифы Освальда Шпенглера // Новая и новейшая история. — 1996. — № 3. — С. 122—144.
- Вернер Конце и пути немецкой социальной истории // Диалог со временем: Сборник. — Москва, 1996. — С. 127—141.
- Макс Вебер и проблемы истории Востока // Вестник МГУ. — 1998. — № 4. — С. 8—21.
- Курт Брейзиг — еретик исторической науки // Диалог со временем. Альманах интеллектуальной истории. — Москва, 1999. — С. 201—214.